# Gentōsha
Gentōsha Co., Ltd. (株式会社幻冬舎 Kabushiki-gaisha Gentōsha?) es una editorial japonesa, con sede en Shibuya, Tokio. Gentōsha publica la revista de manga Comic Birz, las revistas de web comics GENZO, SPICA, Comic MAGNA, las revistas literarias Lynx, papyrus, así como la revista de negocios GOETHE.

## Publicaciones
- GOETHE, revista de negocios dirigida a los hombres.
- papyrus, revista literaria y cultural.
- Comic Birz, revista mensual de manga seinen publicada por Gentōsha Comics, una subsidiaria de la compañía.
- GENZO, web comic seinen mensual publicado por Gentōsha Comics en el 28 de cada mes.
- SPICA, web comic mensual shōjo publicado por Gentōsha Comics.
- Comic MAGNA, web comic shōnen mensual publicado por Gentōsha Comics el día 28 de cada mes; es gratis.
- Lynx, revista literaria bimensual publicada por Gentōsha Comics el día 9 de cada mes impar.